# Guizhouichthyosaurus
Guizhouichthyosaurus („ryboještěr z Kuej-čou“) byl rod mořského plaza z řádu Ichthyosauria (česky nepřesně "ryboještěři"), žijícího v období pozdního triasu (asi před 235 až 221 miliony let) na území dnešní východní Asie (zejména Číny).

## Popis
Formálně byl druh G. tangae popsán roku 2000. Na základě dochovaných fosilií je pravděpodobné, že se jednalo o obří druh ichtyosaura, dosahující délky až kolem 10 metrů. Unikátní objev fosilie pětimetrového jedince s pozřeným 4 metry dlouhým thalattosaurem ukazuje, že se jednalo o mega-karnivora, tedy dominantního dravce. Nešlo tedy o "filtrátora" organického spadu, jak byl často interpretován dříve.